# プロモマニア
『プロモマニア』は、1998年10月16日（15日深夜）から1999年9月24日（23日深夜）までにフジテレビ系列で金曜 1:50 - 2:20（木曜深夜、日本標準時）に放送されていた音楽番組。
あらゆる面からプロモーションビデオ（以下プロモ）の魅力を探る珍しい趣旨の音楽番組でプロモの撮影現場のリポートや新着プロモの紹介に加え、渡辺満里奈を司会に毎週ゲストを呼んでトークを行った。
CSのスペースシャワーTVでも再放送された。